# Hilarempis dichropleura
Hilarempis dichropleura är en tvåvingeart som beskrevs av Collin 1928. Hilarempis dichropleura ingår i släktet Hilarempis och familjen dansflugor. Inga underarter finns listade i Catalogue of Life.